# John Lennon/Plastic Ono Band
John Lennon/Plastic Ono Band è il primo album in studio solista di John Lennon, pubblicato nel 1970.

## Storia
Fu il primo album pubblicato da Lennon dopo lo scioglimento dei Beatles, avvenuto pochi mesi prima. L'opera risente dell'esperienza che John Lennon ebbe per 4 mesi a Los Angeles con lo psichiatra americano Arthur Janov, autore del libro The Primal Scream, in cui si teorizzava la necessità di rivivere i propri traumi infantili attraverso la terapia dell'"urlo primario" da lui stesso ideata, per liberarsi in maniera catartica dai propri complessi e vivere meglio il proprio stato di adulti. Il disco venne realizzato in simultanea con il debutto discografico di Yoko Ono, l'album di musica avant garde Yoko Ono/Plastic Ono Band, registrato agli studi di Ascot e agli Abbey Road Studios con gli stessi musicisti e lo stesso team produttivo, e pubblicato con una veste grafica di copertina quasi identica all'album di Lennon.
L'album venne pubblicato in Giappone con il titolo ジョンの魂 (John no Tamashii?), che tradotto significa "L'anima di John".
Nel 2000 uscì una versione rimasterizzata secondo le indicazioni di Yōko Ono, che aggiunse due bonus track, Power to the People e Do the Oz.

## Registrazione
L'album fu registrato quasi interamente ad Abbey Road, tra il 25 settembre e il 25 ottobre 1970: l'unica eccezione è l'ultima traccia, My Mummy's Dead, incisa da Lennon sul suo registratore portatile in agosto, a Bel Air, presso la casa del Dr. Janov. L'album è inciso per lo più in presa diretta, senza sovraincisioni, con Lennon che oltre a cantare suona la chitarra o il pianoforte, Ringo Starr alla batteria e Klaus Voormann al basso. Al brano God partecipa Billy Preston al pianoforte. Sul brano Love Lennon è accompagnato al pianoforte da Phil Spector.
Phil Spector, co-produsse l'album insieme a John e Yoko i quali produssero da soli gran parte del disco poiché Spector era spesso irreperibile durante la maggior parte delle sedute di registrazione in studio. Spector mixò poi il disco in soli tre giorni.
Il brano Look at Me risale ai tempi dell'album The Beatles, ed è costruito attorno a un arpeggio di chitarra in finger-picking molto simile a quello usato da Lennon in Dear Prudence, Happiness is a Warm Gun e Julia. Lennon apprese questa tecnica chitarristica da Donovan mentre i due erano in ritiro spirituale a Rishikesh.

## Contenuti
In particolare il tema dominante che sembra prevalere sugli altri nell'album, è il trauma della perdita della madre, lutto avvenuto in giovane età. Lennon sembra voler esorcizzare definitivamente il suo dolore interiore attraverso canzoni come Mother (che inizia con il suono dei rintocchi di una campana a morto) e My Mummy's Dead, una spettrale composizione posta a chiusura del disco, registrata in maniera amatoriale con un registratore portatile, nella quale Lennon canta tutto il suo sgomento per la perdita materna con un tono di voce paurosamente inespressivo.

## Copertina
La copertina dell'album è pressoché identica a quella del contemporaneo Yoko Ono/Plastic Ono Band di Yoko Ono, la differenza consiste nel fatto che, sulla copertina del disco della Ono, è lei che sta sdraiata addosso a Lennon e non il contrario. La foto venne scattata dall'attore Daniel Richter che all'epoca lavorava come assistente dei coniugi Lennon. L'edizione originale in LP non aveva i titoli dei brani scritti sul retro, ma mostrava una foto in età scolare di John Lennon bambino (circa 1946).

## Accoglienza
| Recensione              | Giudizio    |
| ----------------------- | ----------- |
| Ondarock                | Consigliato |
| AllMusic                | [ 9 ]       |
| Rolling Stone           | [ 10 ]      |
| Robert Christgau        | A           |
| NME                     |             |
| Q                       |             |
| Uncut                   | [ 12 ]      |
| Paste                   |             |
| Piero Scaruffi          | [ 13 ]      |
| Mojo                    |             |
| Dizionario del pop-rock |             |

Fu accolto da recensioni positive alla sua uscita. Il critico Greil Marcus arrivò a dire: «Il cantato di John nell'ultimo verso di God può considerarsi il migliore in tutto il rock».
Il disco raggiunse l'ottava posizione nelle classifiche britanniche e la sesta in quelle statunitensi. 
Nel 2000 Q lo posizionò al 62º posto nella sua lista dei 100 migliori album britannici di sempre. Nel 1987, il disco si è posizionato al 4º posto nella classifica dei 100 migliori album del periodo 1967-1987 redatta dalla rivista Rolling Stone, e nel 2003, si è piazzato alla posizione numero 22 nella lista dei 500 migliori album di tutti i tempi stilata dalla stessa rivista. La rivista Rolling Stone lo ha posizionato al 22º posto nella classifica dei più grandi album di tutti i tempi.
Nel 2006, l'album è stato classificato dal sito web Pitchfork alla posizione numero 60 nella lista dei 100 migliori album degli anni settanta. Sempre nel 2006, il disco è stato scelto dalla rivista Time come uno dei 100 migliori album di sempre.

## Tracce
Lato A
Testi e musiche di John Lennon.
1. Mother – 5:34
2. Hold On – 1:52
3. I Found Out – 3:37
4. Working Class Hero – 3:48
5. Isolation – 2:51

Lato B
Testi e musiche di John Lennon.
1. Remember – 4:33
2. Love – 3:21
3. Well Well Well – 5:59
4. Look at Me – 2:53
5. God – 4:09
6. My Mummy's Dead – 0:59

### Bonus tracks dell’edizione rimasterizzata del 2000
Testi e musiche di John Lennon, tranne dove indicato diversamente.
1. Power to the People – 3:22
2. Do the Oz – 3:07 (Lennon, Ono)

## Formazione
- John Lennon - voce, chitarra acustica ed elettrica, pianoforte
- Klaus Voormann - basso
- Ringo Starr - batteria
- Billy Preston - pianoforte in God
- Phil Spector - pianoforte in Love
- Alan White - batteria (edizione in CD del 2000, tracce 12 e 13)